# Luke Cundle
Luke James Cundle (sinh ngày 26 tháng 2 năm 2002) là một cầu thủ bóng đá người Anh hiện đang chơi cho Wolverhampton Wanderers.

## Thống kê sự nghiệp
Tính đến các trận đấu ngày 11 tháng 5 năm 2022
| Đội                          | Mùa giải  | Giải đấu       | Giải đấu | Giải đấu  | FA Cup  | FA Cup    | League Cup | League Cup | Khác    | Khác      | Tổng cộng | Tổng cộng |
| Đội                          | Mùa giải  | Hạng đấu       | Số trận  | Bàn thắng | Số trận | Bàn thắng | Số trận    | Bàn thắng  | Số trận | Bàn thắng | Số trận   | Bàn thắng |
| ---------------------------- | --------- | -------------- | -------- | --------- | ------- | --------- | ---------- | ---------- | ------- | --------- | --------- | --------- |
| Wolverhampton Wanderers      | 2019–20   | Premier League | 0        | 0         | 0       | 0         | 1          | 0          | 0       | 0         | 1         | 0         |
| Wolverhampton Wanderers      | 2020–21   | Premier League | 0        | 0         | 0       | 0         | 0          | 0          | —       | —         | 0         | 0         |
| Wolverhampton Wanderers      | 2021–22   | Premier League | 4        | 0         | 1       | 0         | 1          | 0          | —       | —         | 6         | 0         |
| Wolverhampton Wanderers      | Tổng cộng | Tổng cộng      | 4        | 0         | 1       | 0         | 2          | 0          | 0       | 0         | 7         | 0         |
| Wolverhampton Wanderers U21s | 2019–20   | 2019–20        | —        | —         | —       | —         | —          | —          | 1       | 0         | 1         | 0         |
| Wolverhampton Wanderers U21s | 2020–21   | 2020–21        | —        | —         | —       | —         | —          | —          | 3       | 0         | 3         | 0         |
| Wolverhampton Wanderers U21s | Tổng cộng | Tổng cộng      | —        | —         | —       | —         | —          | —          | 4       | 0         | 4         | 0         |
| Tổng cộng                    | Tổng cộng | Tổng cộng      | 4        | 0         | 1       | 0         | 2          | 0          | 4       | 0         | 11        | 0         |

1. 1 2  Ra sân tại EFL Trophy